# Gabriel Sortais
Gabriel Sortais est un religieux catholique français, prieur de l'abbaye Notre-Dame de Bellefontaine puis abbé général de l'Ordre cistercien de la Stricte Observance (ou Ordre trappiste). Fervent défenseur de la paix, il n'hésite pas à s'opposer frontalement aux autorités allemandes pendant la Seconde guerre mondiale tout en forçant leur respect.

## Biographie
Gabriel Sortais, nom en religion d'André Marie Johanny Sortais, est né le 22 septembre 1902 dans le quartier Bellevue de Meudon, fils de Louis Marie Henri Sortais, architecte et de Marie Andréa Burguerie.

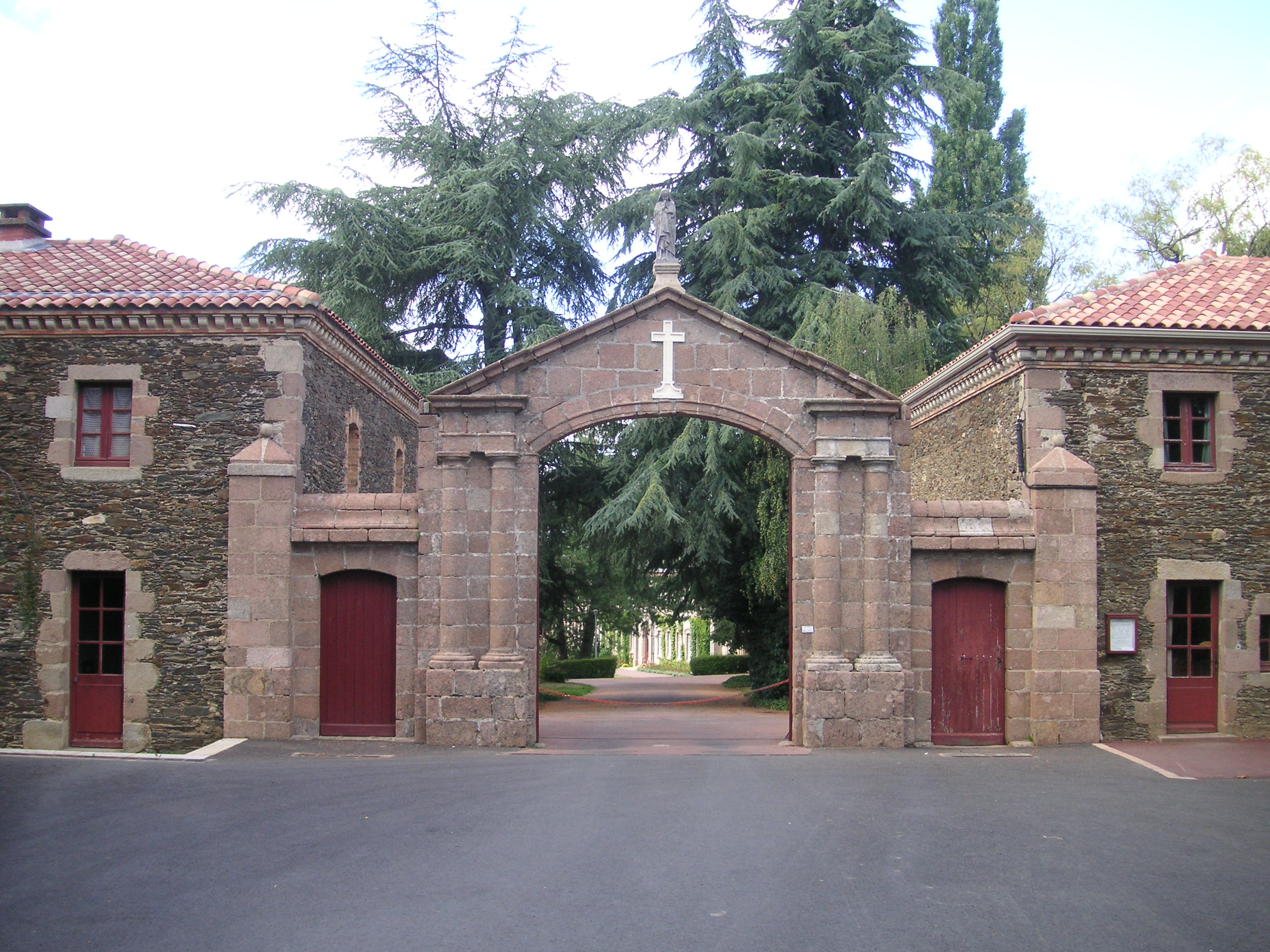
Entrée de l'abbaye Notre-Dame de Bellefontaine.

En 1924, il entre à l'abbaye Notre-Dame de Bellefontaine à Bégrolles-en-Mauges (Maine-et-Loire), prononce ses vœux le 20 août 1929 puis est ordonné prêtre le 29 juin 1931.
En 1936, il est nommé prieur de l'abbaye Notre-Dame de Bellefontaine.

### Engagé et résistant
En 1939, il s'engage comme aumônier militaire à défaut d'être mobilisé en raison d'une affection pulmonaire. Fait prisonnier en Allemagne, il est néanmoins rapidement relâché.
Il s'illustre dans un acte de bravoure le 27 octobre 1941 à Nantes. En effet, 50 otages (en réalité 48 dont le jeune Guy Môquet) ont été fusillés par l'occupant quelques jours auparavant en représailles de l'assassinat du chef de la kommandantur de Nantes. L'abbé se constitue otage volontaire en échange de la libération de 50 otages supplémentaires ciblés par une prochaine exécution visant à contraindre à la dénonciation des auteurs de l'attentat. Son plaidoyer décontenance les autorités allemandes qui renoncent à fusiller davantage d'otages et les libèrent. La guerre terminée, au sein du comité de libération de Cholet, Gabriel Sortais milite contre toute forme d'esprit de vengeance.

### Aux plus hautes fonctions de son ordre
Il est nommé supérieur général de l'Ordre cistercien de la Stricte Observance (ou Ordre trappiste) le 7 novembre 1951 et part alors à Rome.

### Mort
Gabriel Sortais meurt le 13 novembre 1963 à Rome. Il est inhumé à l'abbaye Tre Fontane au sud de la ville.

## Distinction
En 1952, il reçoit la Légion d’honneur.

## Hommage
En 2009, plusieurs établissements d'enseignement privés de la ville de Beaupréau non loin de Bégrolles-en-Mauges se rassemblent pour former l'ensemble scolaire "Dom Sortais" qui comprend également un centre de formation pour adultes et apprentis :
- le collège "Charles de Foucault" ;
- le lycée général et technologique "Notre-Dame de Bonne Nouvelle" ;
- le lycée professionnel "Le Pinier Neuf".